# 大学教育放送
大学教育放送（だいがくきょういくほうそう）は、基幹放送の一種である。

## 定義
文言は、総務省令放送法施行規則別表第5号第7放送番組による基幹放送の区分（3）にある。定義は、同表の（注）6に「その放送の全てが学園が設置する大学（以下「放送大学」という。）の教育課程に定める授業科目の授業として行われる放送及び放送大学に関する告知放送によつて占められている放送」とある。
促音の表記は原文ママ。

## 概要
定義にある「学園」とは放送大学学園のことであり、放送大学という名称で実施している放送のことである。 
NHKラジオ第2放送およびNHK教育テレビジョンが実施する放送は、上記の放送番組による基幹放送の区分の（2）にある教育放送であって大学教育放送ではない。